# Rhynchospora nitens
Rhynchospora nitens là loài thực vật có hoa trong họ Cói. Loài này được (Vahl) A.Gray miêu tả khoa học đầu tiên năm 1867.